# 南澳州庫務司
南澳州庫務司（英語：Treasurer of South Australia）是南澳州政府負責政府財務政策的司級官員。庫務司和金融司是庫務及金融司署之首長，為內閣成員。現任庫務司為自由黨盧國拔，於2018年3月19日上任。

## 歷任庫務司
以下列出1839年至今的庫務司。由於1857年才成立自治政府和南澳州議會，並沒有會議紀錄，無法核實早期各司級官員的確實任期。

### 殖民地政府時期
| 庫務司                            | 上任日期      | 離任日期       |
| --------------------------------- | ------------- | -------------- |
| 柯士文·機利士（Osmond Gilles）    | 約1836年      |                |
| 戚信忠（John Alexander Jackson）  | 1839年10月1日 | 1841年10月16日 |
| 高齊（Robert Gouger）             | 1841年        | 1844年         |
| 麥東政（James William MacDonald） | 1844年        | 1845年         |
| 施圖德（Charles Sturt）           | 1845年        | 1847年         |
| 方來士（Boyle Travers Finniss）   | 1847年4月28日 | 1849年5月      |
| 馬鐸威（W. H. Maturin）           | 1849年5月     | 1849年         |
| 方來士                            | 1849年        |                |
| 圖運士（Robert Richard Torrens）  | 1852年        |                |

### 自治政府時期
| 庫務司                                | 政黨                 | 上任日期       | 離任日期       |
| ------------------------------------- | -------------------- | -------------- | -------------- |
| 圖運士                                |                      | 1856年10月24日 | 1857年8月21日  |
| 克莊（John Hart）                     |                      | 1857年8月21日  | 1857年9月1日   |
| 侯仕忠（John Bristow Hughes）         |                      | 1857年9月1日   | 1857年9月30日  |
| 克莊                                  |                      | 1857年9月30日  | 1858年6月12日  |
| 方來士                                |                      | 1858年6月12日  | 1860年5月9日   |
| 黎諾時（Thomas Reynolds）             |                      | 1860年5月9日   | 1861年10月8日  |
| 柏禮富（Arthur Blyth）                |                      | 1861年10月8日  | 1861年10月17日 |
| 黎諾時                                |                      | 1861年10月17日 | 1862年2月19日  |
| 柏禮富                                |                      | 1862年2月19日  | 1863年6月4日   |
| 高禮德（Lavington Glyde）             |                      | 1863年6月4日   | 1863年7月15日  |
| 克莊                                  |                      | 1863年7月15日  | 1865年3月22日  |
| 黎諾時                                |                      | 1865年3月22日  | 1865年9月20日  |
| 柏禮富                                |                      | 1865年9月20日  | 1865年10月23日 |
| 德路非（Walter Duffield）             |                      | 1865年10月23日 | 1867年5月3日   |
| 黎諾時                                |                      | 1867年5月3日   | 1868年9月24日  |
| 柏禮輝（Neville Blyth）               |                      | 1868年9月24日  | 1868年10月13日 |
| 黎諾時                                |                      | 1868年10月13日 | 1868年11月3日  |
| 侯亨利（Henry Kent Hughes）           |                      | 1868年11月3日  | 1870年5月12日  |
| 愛德華·咸美頓 （Edward Hamilton）     |                      | 1870年5月12日  | 1870年5月30日  |
| 克莊                                  |                      | 1870年5月30日  | 1871年11月10日 |
| 柏禮富                                |                      | 1871年11月10日 | 1872年1月22日  |
| 侯亨利                                |                      | 1872年1月22日  | 1872年3月4日   |
| 巴路莊（John Henry Barrow）           |                      | 1872年3月4日   | 1873年7月22日  |
| 高禮德                                |                      | 1873年7月22日  | 1875年5月25日  |
| 何葭祖（George Charles Hawker）       |                      | 1875年5月25日  | 1875年6月3日   |
| 高頓忠（John Colton）                 |                      | 1875年6月3日   | 1876年3月25日  |
| 柏禮富                                |                      | 1876年3月25日  | 1876年6月6日   |
| 盧士伯（Robert Dalrymple Ross）       |                      | 1876年6月6日   | 1877年10月26日 |
| 寶吉（James Boucaut）                 |                      | 1877年10月26日 | 1878年9月27日  |
| 文祖思（Charles Mann）                |                      | 1878年9月27日  | 1881年3月10日  |
| 霍拿（George Fowler）                 |                      | 1881年3月10日  | 1881年5月10日  |
| 龍士福（William Benjamin Rounsevell） |                      | 1881年5月10日  | 1881年6月24日  |
| 高禮德                                |                      | 1881年6月24日  | 1884年4月23日  |
| 布禮忠（John Cox Bray）               |                      | 1884年4月23日  | 1884年6月16日  |
| 龍士福                                |                      | 1884年6月16日  | 1885年6月16日  |
| 鈕能仙（Simpson Newland）             |                      | 1885年6月16日  | 1886年6月8日   |
| 布福忠                                |                      | 1886年6月8日   | 1887年6月11日  |
| 卑利霍二世（Thomas Playford II）      |                      | 1887年6月11日  | 1889年6月27日  |
| 何達輝（Frederick Holder）            |                      | 1889年6月27日  | 1980年8月19日  |
| 卑利霍二世                            |                      | 1980年8月19日  | 1892年1月6日   |
| 龍士福                                |                      | 1892年1月6日   | 1892年6月21日  |
| 何達輝                                |                      | 1892年6月21日  | 1892年10月15日 |
| 龍士福                                |                      | 1892年10月15日 | 1893年5月12日  |
| 杜諾忠（John Downer）                 |                      | 1893年5月12日  | 1893年6月16日  |
| 卑利霍二世                            |                      | 1893年6月16日  | 1894年4月17日  |
| 何達輝                                | 自由派               | 1894年4月17日  | 1899年12月1日  |
| 蘇禮文（Vaiben Louis Solomon）        | 保守派               | 1899年12月1日  | 1899年12月8日  |
| 何達輝                                | 自由派               | 1899年12月8日  | 1901年5月15日  |
| 畢拿（Richard Butler）                | 保守派               | 1901年5月15日  | 1905年7月26日  |
| 碧雅保（Archibald Peake）             | 自由派／自由民主聯盟 | 1905年7月26日  | 1909年12月22日 |
| 畢拿                                  | 保守派               | 1909年12月22日 | 1910年6月3日   |
| 黃家勳（Crawford Vaughan）            | 聯合工黨             | 1910年6月3日   | 1912年2月17日  |
| 碧雅保                                | 自由聯盟             | 1912年2月17日  | 1915年4月3日   |
| 黃家勳                                | 聯合工黨／澳洲國家黨 | 1915年4月3日   | 1917年7月14日  |
| 畢拿                                  | 自由聯盟             | 1917年7月14日  | 1919年5月7日   |
| 碧雅保                                | 自由聯盟             | 1919年5月7日   | 1920年4月6日   |
| 利智而（George Ritchie）              | 自由聯盟             | 1920年4月6日   | 1922年11月3日  |
| 喜威廉（William Hague）               | 自由聯盟／自由聯合會 | 1922年11月3日  | 1924年4月16日  |
| 簡壯（John Gunn）                     | 工黨                 | 1924年4月16日  | 1926年8月28日  |
| 侯禮安（Lionel Hill）                 | 工黨                 | 1926年8月28日  | 1927年4月8日   |
| 畢利敦（Richard Layton Butler）       | 自由聯合會           | 1927年4月8日   | 1930年4月17日  |
| 侯禮安                                | 工黨／議會工黨       | 1930年4月17日  | 1933年4月13日  |
| 黎則士（Robert Richards）             | 議會工黨             | 1933年4月13日  | 1933年4月18日  |
| 畢利敦                                | 自由國家聯盟         | 1933年4月18日  | 1938年11月5日  |
| 卑利霍四世（Thomas Playford IV）      | 自由國家聯盟         | 1938年11月5日  | 1965年3月10日  |
| 華仕輝（Frank Walsh）                 | 工黨                 | 1965年3月10日  | 1967年6月1日   |
| 鄧士騰（Don Dunstan）                 | 工黨                 | 1967年6月1日   | 1968年4月16日  |
| 卑臣（Glen Pearson）                  | 自由國家聯盟         | 1968年4月16日  | 1970年3月2日   |
| 賀士調（Steele Hall）                 | 自由國家聯盟         | 1970年3月2日   | 1970年6月2日   |
| 鄧士騰                                | 工黨                 | 1970年6月2日   | 1979年2月15日  |
| 高告安（Des Corcoran）                | 工黨                 | 1979年2月15日  | 1979年9月18日  |
| 董建堂（David Tonkin）                | 自由黨               | 1979年9月18日  | 1982年11月10日 |
| 班農（John Bannon）                   | 自由黨               | 1982年11月10日 | 1992年9月4日   |
| 貝理凡（Frank Blevins）               | 自由黨               | 1992年9月4日   | 1993年12月14日 |
| 白嘉士（Stephen Baker）               | 自由黨               | 1993年12月14日 | 1997年10月10日 |
| 盧國拔（Rob Lucas）                   | 自由黨               | 1997年10月20日 | 2002年3月5日   |
| 霍利基（Kevin Foley）                 | 工黨                 | 2002年3月6日   | 2011年2月8日   |
| 施樂靈（Jack Snelling）               | 工黨                 | 2011年2月8日   | 2013年1月21日  |
| 傑伊·韋瑟里爾（Jay Weatherill）       | 工黨                 | 2013年1月21日  | 2014年3月26日  |
| 喬振東（Tom Koutsantonis）            | 工黨                 | 2014年3月26日  | 2018年3月19日  |
| 盧國拔                                | 自由黨               | 2018年3月19日  |                |

## 外部連結
- 南澳州庫務及財政司署（页面存档备份，存于）